# Sankt Peders Kirke (Næstved)
 For alternative betydninger, se Sankt Peders Kirke. (Se også artikler, som begynder med Sankt Peders Kirke)
Sankt Peders Kirke i Næstved nævnes første gang i et klosterstiftelsesbrev fra 1135 fra Peder Bodilsen. Kirken er et af Danmarks fornemste gotiske bygningsværker, og som den fremstår i dag, er den fra omkring året 1375. Specielt korpartiet er bemærkelsesværdigt ved sin udformning og sine fem høje vinduespartier mod øst, hvortil kommer en rigt dekoreret niche-mur, formodentligt oprindelig baggrund for et præstesæde, hvilket er unikt i Danmark.
Lige nord for kirken ligger Næstved gamle Rådhus, der blev opført omkring 1450. Det fungerede som rådhus frem til 1856, og i dag er det landets ældste rådhusbygning.

## Udsmykning
På korets nordvæg findes kirkens mest kendte kalkmaleri, forestillende Valdemar Atterdag og dronning Helvig. Der findes flere afdækkede kalkmalerier i kirken, bl.a. af den sjællandske kalkmaler Morten Maler.
Kirkens mest iøjnefaldende inventar er prædikestolen, der er skåret af Holbæk-mesteren Lorentz Jørgensen i 1671.
Af tidligere inventar er bevaret to rækker korstole fra ca. 1500, en malmdøbefont fra samme tid samt stolestaderne fra 1579-80. Alterpartiet domineres af et senromansk korbue-krucifiks, som kirken i 1844 modtog fra Fodby Kirke. Murpiller og vægge prydes af en del borger-epitafier fra 1600-tallet tillige med ca. 70 gravstene fra forskellige århundreder.
Over for prædikestolen hænger et gørtlerarbejde: "Hans Hornemanns Lysearm" fra 1696.
Der findes to orgler i kirken; Vestorglet på 32 stemmer fordelt på 2 manualer og pedal, som er bygget i 2015 af Hermann Eule samt Svaleredeorglet på 17 stemmer, 2 manualer og pedal, som er en rekonstruktion, bygget i 2016 af Gerhard Grenzings Orgelbaubetrieb, Barcelona.
Kirkens tårnur er et arbejde af Næstvedmesteren J. D. Galle og stammer fra 1736.